# Flughafen Pantelleria

i7
i11
i13
Der Flughafen Pantelleria (IATA-Code: PNL, ICAO-Code: LICG) ist ein italienischer Verkehrsflughafen auf der zwischen Sizilien und Tunesien gelegenen Mittelmeerinsel Pantelleria.

## Ziviler Teil
Der Flughafen verfügt über zwei relativ kurze Start- und Landebahnen sowie über ein kleines Passagierterminal, an dem etwa 170.000 Passagiere jährlich abgefertigt werden. Es bestehen Linienbindungen nach Trapani, Palermo und Catania auf Sizilien sowie nach Rom und Mailand. In den Sommermonaten gibt es verstärkt Charterverkehr aus Norditalien. Daneben wird die Allgemeine Luftfahrt abgefertigt.
Der zivile Teil des Flughafens wurde bis März 2022 von der örtlichen Flughafengesellschaft GAP betrieben. An der GAP waren hauptsächlich die venezianische Flughafengesellschaft SAVE und die Gemeinde Pantelleria beteiligt. Seit April 2022 ist der Betreiber die staatliche Gesellschaft ENAC Servizi, ein Unternehmen der italienischen Luftfahrtbehörde ENAC.

## Militärischer Teil
Der Flughafen wurde kurz vor dem Zweiten Weltkrieg als Militärflugplatz angelegt. 1943 vernichteten ihn schwere alliierte Bombardements, doch kurz darauf bauten ihn die Amerikaner wieder auf. Während des Kalten Krieges blieb er als vorgeschobener Stützpunkt unter militärischer Kontrolle, wurde aber auch für den inneritalienischen Zivilverkehr geöffnet. Der Flughafen ging schließlich ganz in zivile Hände über, die italienische Luftwaffe behielt sich jedoch die militärische Nutzung vor. Auf dem militärischen Teil gibt es eine in einen Berg getriebene Flugzeugkaverne sowie unterirdische Treibstoff- und Munitionsdepots. Als vorgeschobener Stützpunkt wird der militärische Teil heute nur noch sporadisch genutzt. 2011 stellte ihn die italienische Regierung für den internationalen Militäreinsatz in Libyen zur Verfügung.